# ГАЕС Вальдек I, II
ГАЕС Вальдек І, ІІ — гідроакумулююча електростанція в Німеччині на північному заході країни, у федеральній землі Гессен на захід від Касселя.
Будівництво станції, наразі відомої як Вальдек І, розпочали у 1929-му та завершили за три роки. Як верхній резервуар вона використовувала штучну водойму площею поверхні 5,5 гектарів та об'ємом 0,7 млн м3, як нижній — водосховище Affolderner, створене греблею на Едері (басейн Везеру). Верхній резервуар двома водоводами з'єднали з машинним залом, який обладнали чотирма турбінами типу Френсіс потужністю по 35 МВт та чотирма насосами потужністю по 24 МВт.
В 1969-му році розпочали будівництво за проектом Вальдек ІІ. Споруди нової значно потужнішої ГАЕС розмістили поряд з першою станцією. Штучний верхній резервуар Вальдек ІІ площею 0,3 км2 та об'ємом 4,62 млн м3 (корисний 4,4 млн м3) оточує дамба довжиною під 3 км. Машинний зал спорудили у підземному виконанні та розмістили там дві оборотні турбіни Френсіс. Можливо відзначити, що завдяки новим технологіям Вальдек ІІ мала значно кращі показники ефективності у гідроакумулюючому циклі в порівнянні з першою станцією — 78 % проти 64 %. Для видачі її продукції змонтували трансформаторну станцію 380 кВ (до того використовувалась напруга 110 кВ).
В 2006—2010 роках провели модернізацію морально застарілої Вальдек І. Всі чотири насоси та дві турбіни демонтували, ще дві після капітального ремонту можуть використовуватись у допоміжних операціях протягом 15 років. Натомість спорудили заглиблений машинний зал для нової оборотної турбіни типу Френсіс потужністю 70 МВт, до якого вивели водовід, що раніше живив демонтовані турбіни. Ефективність нового обладнання у гідроакумулюючому циклі становить 75 %.
Крім того, власник ГАЕС корпорація E.ON планує у 2010-х роках здійснити масштабний проект Вальдек ІІ+ по збільшенню потужності комплексу у турбінному режимі до 920 МВт. Ще при будівництві Вальдек ІІ в 1970-х роках у верхньому резервуарі заклали вивід під другу напірну шахту та запроектували розміщення об'єктів з огляду на можливе розширення. Тепер вирішено наростити греблю верхнього резервуару на 0,7 метра та збудувати протихвильовий захист для збільшення об'єму на 0,45 млн м3, спорудити другу напірну шахту та підземний зал для оборотної турбіни потужністю 300 МВт, а також 700-метровий сполучувальний тунель до водосховища Affolderner.